# Mangaratiba (Rio de Janeiro)
Mangaratiba is een gemeente in de staat Rio de Janeiro, Brazilië. De gemeente is 351,653 km² groot en heeft 30.057 inwoners (2006).

## Aangrenzende gemeenten
In de gemeente liggen de volgende dorpen: Mangaratiba, Muriqui, Itacuruca, Ibicui, Conceicao de Jacarei en Serra de Piloto.

## Toerisme
Mangaratiba ligt aan de Costa Verde (groene kust), een kuststrook met veel groen (jungle) en mooie stranden. Dit is ook de reden dat veel cariocas, mensen uit Rio de Janeiro, een tweede huis langs de Costa Verde hebben. In de winter is het rustig langs de kust maar in de zomer is het behoorlijk druk met cariocas die de vakantie of weekenden aan de Costa Verde doorbrengen. Mangaratiba geeft ook toegang aan Ilha Grande (gemeente Angra dos Reis), een eiland voor de kust. Dagelijks vertrekt er een veerboot welke na anderhalf tot twee uur varen in Vila do Abraão aankomt. Ilha Grande is een natuurpark waar onder strikte voorwaarden toerisme is toegestaan.

## Verkeer en vervoer
De plaats ligt aan de noord-zuidlopende weg BR-101 tussen Touros en São José do Norte. Daarnaast ligt ze aan de weg RJ-149.